# Justin Langer
Justin Lee Langer (Perth, Australia, 21 de noviembre de 1970) es un exjugador y entrenador australiano de críquet. En 2016, Langer se convirtió en entrenador interino del equipo australiano, mientras que el entonces entrenador Darren Lehmann se despidió para buscar a los Ashes y los partidos fuera de casa a fines de 2016. El 3 de mayo de 2018, Langer fue anunciado como entrenador del equipo nacional de cricket de Australia. El 4 de febrero de 2022, Langer anunció su dimisión como entrenador en jefe de la selección masculina de Australia.

## Trayectoria deportiva
El 23 de enero de 1993, Langer hizo su debut en Test Cricket para Australia contra las Indias Occidentales. El 14 de abril de 1994, hizo su debut en One Day International contra Sri Lanka. Langer hizo 23 cientos en cricket internacional, todo en Test Cricket. A partir de 2019, ocupa el puesto quincuagésimo sexto en la lista de cientos de creadores en el cricket internacional. Nunca hizo cien en One Day International; su puntaje más alto fue 36, que hizo contra India en el Sharjah Cricket Stadium, Sharjah el 19 de abril de 1994.